# Eilandsraadverkiezingen Curaçao 2003
Op 9 mei 2003 vonden in Curaçao verkiezingen plaats voor de Eilandsraad van Curaçao.
De 21 zetels in de Eilandsraad werden gekozen door middel van het systeem van evenredige vertegenwoordiging. 

## Deelnemende partijen
| Lijst | Partij                          | Lijsttrekker            |
| ----- | ------------------------------- | ----------------------- |
| 1     | Lista Niun Paso Atras           | N.M. Pierre             |
| 2     | Partido Laboral Krusada Popular | Errol Cova              |
| 3     | Partido Nashonal di Pueblo      | Maria Liberia-Peters    |
| 4     | Frente Obrero Liberashon        | Anthony Godett          |
| 5     | O.R.D.U.                        | J.A.M. Bakhuis-Trinidad |
| 6     | Partido Democraat               | Errol Hernandez         |
| 7     | MAN                             | Charles Cooper          |
| 8     | Partido Antiá Restrukturá       | Etienne Ys              |

## Uitslag
De uitslag werd bekendgemaakt door het Hoofdstembureau Curaçao.

### Opkomst
|                          | # stemmen | %     |
| ------------------------ | --------- | ----- |
| Kiesgerechtigden         | 109.629   |       |
| Niet opgekomen           | 41.508    | 37,86 |
| Opkomst                  | 68.121    | 62,14 |
| Blanco/ongeldige stemmen | 948       | 1,39  |
| Geldige stemmen          | 67.173    | 98,61 |

### Stemmen en zetelverdeling
| Partij                   | 1999      | 1999  | 1999   | 2003      | 2003  | 2003   | verschil | verschil |
| Partij                   | # stemmen | %     | zetels | # stemmen | %     | zetels | %        | zetels   |
| ------------------------ | --------- | ----- | ------ | --------- | ----- | ------ | -------- | -------- |
| FOL                      | 12.631    | 17,90 | 4      | 22.745    | 33,86 | 8      | +15,96   | +4       |
| PAR                      | 15.948    | 22,60 | 5      | 13.710    | 20,41 | 5      | -2,19    | 0        |
| PLKP                     | 11.938    | 16,92 | 4      | 8.785     | 13,08 | 3      | -3,84    | -1       |
| PNP                      | 15.616    | 22,13 | 5      | 7.153     | 10,65 | 2      | -11,48   | -3       |
| MAN                      | 6.851     | 9,71  | 2      | 6.274     | 9,34  | 2      | -0,37    | 0        |
| LNPA                     | -         | -     | -      | 3.819     | 5,69  | 1      | +5,69    | +1       |
| DP                       | 2.931     | 4,15  | 0      | 2.519     | 3,75  | 0      | -0,40    | 0        |
| ORDU                     | 3.739     | 5,30  | 1      | 2.168     | 3,23  | 0      | -2,07    | -1       |
| overige partijen in 1999 | 909       | 1,29  | 0      | -         | -     | -      | -1,29    | 0        |
| Totaal                   | 70.563    | 100   | 21     | 67.173    | 100   | 21     |          | 0        |

## Einde zittingsperiode
De zittingsperiode van de Eilandsraad eindigde na de eilandsraadverkiezingen van 20 april 2007.